# آلوا ۲۳۵۳
سیارک ۲۳۵۳ (به انگلیسی: 2353 Alva، نامگذاری:1975UD) دو هزار و سیصد و پنجاه و سومین سیارک کشف شده‌است که در ۲۷ اکتبر ۱۹۷۵ کشف شد.
قدر مطلق سیارک برابر ۱۱٫۸۰ است.